# Onthophagus naso
Onthophagus naso é uma espécie de inseto do género Onthophagus, família Scarabaeidae, ordem Coleoptera.

## História
Foi descrita cientificamente por Fahraeus em 1857.